# 哈德庫爾姆
哈德庫爾姆（德語：、；或稱哈德昆）是一個位於瑞士伯尔尼台地的景觀點，海拔1,322公尺，能夠俯瞰因特拉肯和下森。景觀點位於哈德山（Harder）的西端，哈德山本身是布里恩茨湖北岸約30公里長的突出山脈，山脊被森林覆蓋。
該景觀點屬於伯恩州的下塞恩，並包含了下塞恩和因特拉肯市之間的坡地。 哈德庫爾姆提供了廣闊的視野，並能夠觀賞到因特拉肯市以及被稱為“伯德利”（Bödeli）的沖積平原、图恩湖、布里恩茨湖以及從Lütschine河谷向南延伸到伯尔尼山的高峰，同時他們也是埃默河谷山的一部分。
哈德庫爾姆上最主要的建築是一棟城堡般的餐廳，名叫「哈德庫爾姆全景餐廳」（Harder Kulm Panorama Restaurant），以及周圍的景觀平台雙湖橋。

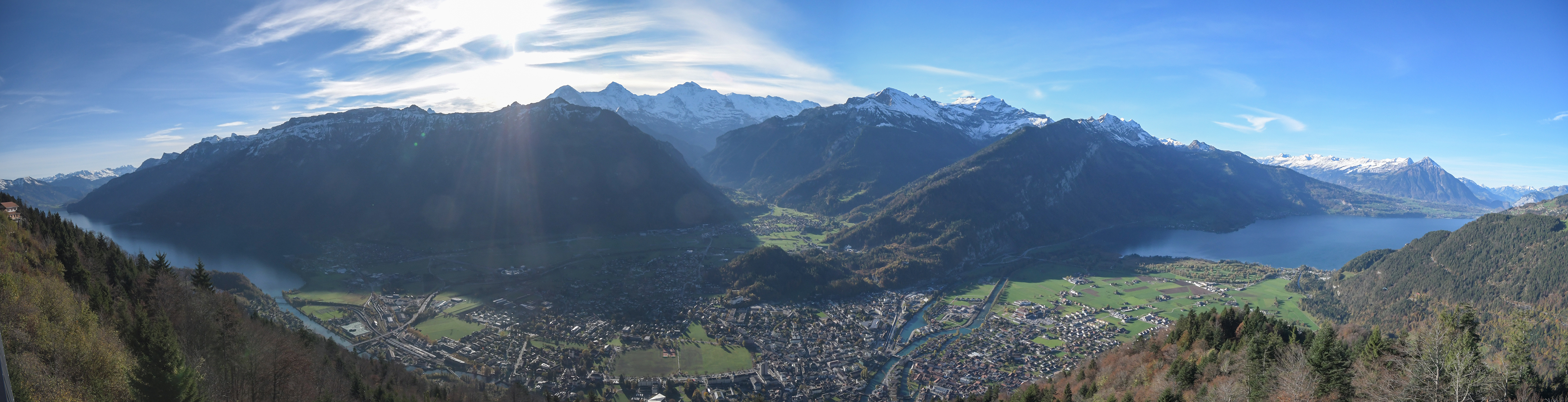
在哈德庫爾姆所拍下的因特拉肯與周圍地景

## 缆车

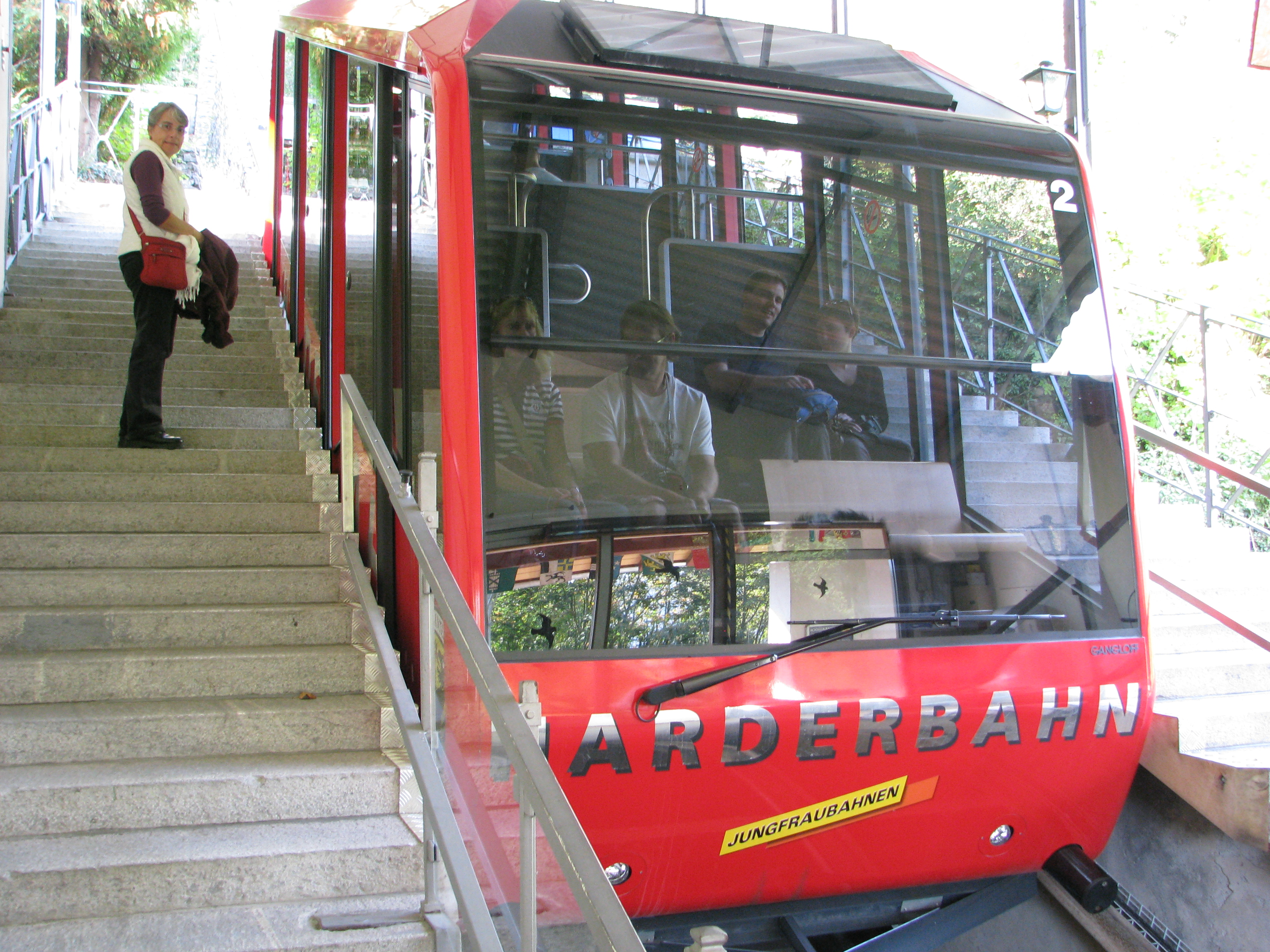
哈德列車是通往哈德庫爾姆的缆车

哈德列車（Harderbahn）是一條旅游地面缆车，链接哈德庫爾姆景觀平台站和因特拉肯的上山站。平均坡度64%，鐵道全程大約需要的十分钟。